# Ɨ
Ɨ (minuskel: ɨ), er et bogstav i det latinske alfabet, som stammer fra I eller i med tilføjelsen af en bar.
I det internationale fonetiske alfabet bruges, ɨ til at repræsentere en urundet trang central vokal.
ISO-standarden ISO 6438 angiver minuskellet som værende ɪ, U+026A, og ikke ɨ, U+0268.

## Computer
I unicode kodes bogstavet (minuskel) som U+0268 ɨ og for majuskel som U+0197 Ɨ.
I HTML kan Ɨ skrives ved hjælp af <s>-.